# Istroromanès
L'istroromanès o istroromanés (en romanès: istroromân) és una llengua romànica de la branca oriental. Alguns experts el consideren un dels quatre dialectes de la llengua romanesa o romanès, parlat per uns quants pobles de les zupanije croates d'Ístria i Litoral-Carniola, a l'entorn d'unes 1.000 persones, descendents d'immigrants d'origen romanès arribats a la zona en la baixa edat mitjana. Avui dia l'istroromanès, molt influït pel serbocroat, es troba en un greu procés de substitució lingüística, malgrat gaudir del reconeixement legal genèric que a Croàcia s'atorguen a les llengües de les minories ètniques.